# 佐藤慎一
佐藤 慎一（さとう しんいち、1945年 - ）は、日本の中国学者、東京大学名誉教授。

## 略歴
1969年 東京大学法学部第3類（政治コース）卒業、東京大学法学部助手、1972年 東北大学法学部助教授（比較政治制度論）、1979年から1981年までカリフォルニア大学バークレー校客員研究員、1987年 東京大学文学部助教授（中国哲学）、1993年 教授、1997年評議員、2001年 人文社会系研究科長・文学部長（2003年まで）、2009年3月 定年退職。2009年4月より、国立大学法人東京大学理事（副学長）に就任（2014年3月まで）。2024年、瑞宝中綬章受章。

## 著書
単著
- 近代中国の知識人と文明 東京大学出版会 1996年

編著
- 近代中国の思索者たち 大修館書店 1998年

翻訳
- 知の帝国主義 ポール・A・コーエン 平凡社 1988年